# ラファエル・アスコナ
ラファエル・アスコナ（Rafael Azcona, 1926年10月24日 - 2008年3月23日）は、スペインの小説家、脚本家である。国際的に活動したことで知られる。日本ではスペイン以外を中心に製作された作品等で、ラファエル・アズコーナと紹介されることもあった。本名 ラファエル・アスコナ・フェルナンデス（Rafael Azcona Fernández）。

## 来歴・人物
1926年10月24日、ラ・リオハ県ログローニョに生まれる。
最初のキャリアは、スペインの雑誌『ラ・コドルニス』（1941年創刊 - 1978年廃刊）の書き手であった。
1959年、自作の小説がスペイン時代のマルコ・フェレーリに映画化され脚本を執筆、『小さなアパート』で脚本家としてデビューする。以降、マルコ・フェレーリ作品に脚本で参加し、イタリア式コメディの代表作とされるフェレーリの『女王蜂』や、レナート・カステラーニ監督の『反対の性』等の脚本を執筆する。
1982年にはスペイン映画国民賞を受賞。1987年、ホセ・ルイス・クエルダ監督の映画『にぎやかな森』、ならびにルイス・ガルシア・ベルランガ監督の映画『イスラム教徒とキリスト教徒』の脚本を執筆し、翌1988年、第2回ゴヤ賞において、両作ともに脚本賞にノミネートされ、『にぎやかな森』で脚本賞を受賞する。同作は、同年度の同賞で、作品賞・主演男優賞も獲得している。
1990年、カルロス・サウラ監督の映画『歌姫カルメーラ』の脚本を執筆、翌1991年、第5回ゴヤ賞において、脚色賞を受賞する。1993年、第7回ゴヤ賞において、フェルナンド・トルエバ監督の『ベルエポック』で脚本賞を、1994年、第8回ゴヤ賞において、ホセ・ルイス・ガルシア・サンチェス監督の『暴君バンデラス』で脚色賞をそれぞれ受賞する。1998年、第12回ゴヤ賞において、名誉ゴヤ賞を受賞する。
2000年、第14回ゴヤ賞において、ホセ・ルイス・クエルダ監督の『蝶の舌』で脚色賞を受賞する。
2008年3月23日、マドリード州マドリードで肺がんにより死去した。火葬後の遺骨は、出身地のラ・リオハ州にあるカンタブリア山に散骨された。没後の2009年、第23回ゴヤ賞において、ホセ・ルイス・クエルダ監督の『盲目のひまわり』で脚色賞を受賞した。

## おもなフィルモグラフィ
- 『小さなアパート』 El pisito : 監督マルコ・フェレーリ、1959年 - 脚本・原作小説・出演
- 『おもちゃの自動車』 El cochecito : 監督マルコ・フェレーリ、1960年 - 脚本・出演
- 『プラシド』 Plácido : 監督ルイス・ガルシア・ベルランガ、1960年 - 脚本
- 『マフィアの男』 Mafioso : 監督アルベルト・ラットゥアーダ、1962年 - 脚本
- 『女王蜂』 L'ape regina : 監督マルコ・フェレーリ、1963年 - 脚本
- 『反対の性』 Controsesso : 監督レナート・カステッラーニ、1964年 - 脚本
- 『猿女』 La donna scimmia : 監督マルコ・フェレーリ、1964年 - 脚本
- 『五つ球の男』 L'uomo dei cinque palloni : 監督マルコ・フェレーリ、1965年 - 脚本
- 『歓びのテクニック』 Marcia nuziale : 監督マルコ・フェレーリ、1965年 - 脚本
- 『甘い大陸』 Una moglie americana : 監督ジャン・ルイジ・ポリドーロ、1965年 - 脚本
- 『ペパーミント・フラッペ』 Peppermint Frappe : 監督カルロス・サウラ、1967年 - 脚本
- 『ハーレム』 L'harem : 監督マルコ・フェレーリ、1967年 - 脚本
- 『挑戦』 Los desafios : 監督ビクトル・エリセ / クラウディオ・ゲリン / ホセ・ルイス・エヘア / ラファエル・アスコナ、オムニバス、1969年 - 監督・脚本
- 『悦楽の園』 El jardín de las delicias : 監督カルロス・サウラ、1970年 - 脚本
- 『ダーティ・セブン』 Una ragione per vivere e una per morire : 監督トニーノ・ヴァレリ、1972年 - 脚本
- 『最後の晩餐』 La grande bouffe : 監督マルコ・フェレーリ、1973年 - 脚本
- 『白い女に触れるな』 Touche pas a la femme blanche : 監督マルコ・フェレーリリ、1974年 - 脚本
- 『従妹アンヘリカ』 La prima Angelica : 監督カルロス・サウラ、1974年 - 脚本
- 『バイバイ・モンキー コーネリアスの夢』 Ciao maschio : 監督マルコ・フェレーリ、1978年 - 脚本
- 『にぎやかな森』 El bosque animado : 監督ホセ・ルイス・クエルダ、1987年 - 脚本、第2回ゴヤ賞脚本賞受賞
- 『イスラム教徒とキリスト教徒』 Moros y cristianos : 監督ルイス・ガルシア・ベルランガ、1987年 - 脚本、第2回ゴヤ賞脚本賞ノミネート
- 『血と砂』 Sangre y arena : 監督ザビエル・エロリエッタ、1989年 - 脚本
- 『歌姫カルメーラ』 ¡Ay, Carmela! : 監督カルロス・サウラ、1990年 - 脚本、第5回ゴヤ賞脚色賞受賞
- 『ベルエポック』 Belle epoque : 監督フェルナンド・トルエバ、1992年 - 脚本・原案、第7回ゴヤ賞脚本賞受賞
- 『暴君バンデラス』 Tirano Banderas : 監督ホセ・ルイス・ガルシア・サンチェス、1992年 - 脚本、第8回ゴヤ賞脚色賞受賞
- 『ペネロペ・クルス/情熱の処女 スペインの宝石』 La Celestina : 監督ジェラルド・ベラ、1996年 - 脚本
- 『美しき虜』 La nina de tus ojos : 監督フェルナンド・トルエバ、1998年 - 脚本
- 『蝶の舌』 La lengua de las mariposas : 監督ホセ・ルイス・クエルダ、1999年 - 脚本、第14回ゴヤ賞脚色賞受賞
- 『マルティナは海』 Son de mar : 監督ビガス・ルナ、2001年 - 脚本
- 『盲目のひまわり』 Los girasoles ciegos : 監督ホセ・ルイス・クエルダ、2008年 - 脚本、第23回ゴヤ賞脚色賞受賞
- 『最後のプルチネッラ』 L'Ultimo Pulcinella : 監督マウリツィオ・スカパッロ、2008年 - 脚本（遺作）

## 関連事項
- イタリア式コメディ
- ラ・コドルニス（スペイン語版）
- カンタブリア山（スペイン語版）